# Bezirk Lenzburg
| Sitze im Grossen Rat (2025–2028)                                                     |
| Insgesamt 13 Sitze - Grüne: 1 - SP: 2 - GLP: 1 - EVP: 1 - Mitte: 1 - FDP: 2 - SVP: 5 |

Einwohnerzahl

Der Bezirk Lenzburg ist ein Bezirk des Kantons Aargau in der Schweiz, der aus dem Zentrum des Kantons und dem nördlichen Seetal besteht. Der Bezirk umfasst 20 Einwohnergemeinden.

## Nachbarbezirke
Der Bezirk Lenzburg grenzt im Norden an den Bezirk Brugg, im Nordosten an den Bezirk Baden, im Osten an den Bezirk Bremgarten, im Süden an das Amt Hochdorf (LU), im Südwesten an den Bezirk Kulm und im Westen an den Bezirk Aarau.

## Geschichte
Das Amt Lenzburg wurde vermutlich um 1030 durch die Grafen von Lenzburg geschaffen, deren Sitz die 1077 erstmals genannte Burg Lenzburg war. Der Bezirk ging um 1250/56 in den Besitz der Kyburger und später bis 1415 deren Erben der Habsburger über. Nach der Eroberung des Aargaus durch die Eidgenossen war das Gebiet bis zur Helvetischen Revolution 1798 ein Amt und das Zentrum der gleichnamigen Grafschaft im Berner Aargau. Während der Helvetik war Lenzburg während fünf Jahren ein helvetischer Bezirk und ab der Mediation von 1803 ein Bezirk des neu geschaffenen Kantons Aargau.

## Einwohnergemeinden
| Wappen           | Name der Gemeinde | Einwohner (31. Dezember 2023) | Fläche in km² | Einw. pro km² |
| ---------------- | ----------------- | ----------------------------- | ------------- | ------------- |
| Ammerswil        | Ammerswil         | 795                           | 3,19          | 249           |
| Boniswil         | Boniswil          | 1751                          | 2,41          | 727           |
| Brunegg          | Brunegg           | 907                           | 1,55          | 585           |
| Dintikon         | Dintikon          | 2432                          | 3,72          | 654           |
| Egliswil         | Egliswil          | 1544                          | 6,29          | 245           |
| Fahrwangen       | Fahrwangen        | 2497                          | 4,01          | 623           |
| Hallwil          | Hallwil           | 1021                          | 2,18          | 468           |
| Hendschiken      | Hendschiken       | 1351                          | 3,52          | 384           |
| Holderbank       | Holderbank (AG)   | 1489                          | 2,33          | 639           |
| Hunzenschwil     | Hunzenschwil      | 4415                          | 3,26          | 1354          |
| Lenzburg         | Lenzburg          | 11'184                        | 11,31         | 989           |
| Meisterschwanden | Meisterschwanden  | 3267                          | 4,25          | 769           |
| Möriken-Wildegg  | Möriken-Wildegg   | 4888                          | 6,61          | 739           |
| Niederlenz       | Niederlenz        | 4896                          | 3,31          | 1479          |
| Othmarsingen     | Othmarsingen      | 3155                          | 4,72          | 668           |
| Rupperswil       | Rupperswil        | 6041                          | 6,22          | 971           |
| Schafisheim      | Schafisheim       | 3137                          | 6,33          | 496           |
| Seengen          | Seengen           | 4411                          | 9,69          | 455           |
| Seon             | Seon              | 5571                          | 9,62          | 579           |
| Staufen          | Staufen           | 4306                          | 3,58          | 1203          |
| Total (20)       | Total (20)        | 69'058                        | 98,10         | 704           |

Die Landfläche des Bezirks Lenzburg beträgt 98,10 km². Nicht eingerechnet sind Anteile am Hallwilersee.

## Veränderungen im Gemeindebestand

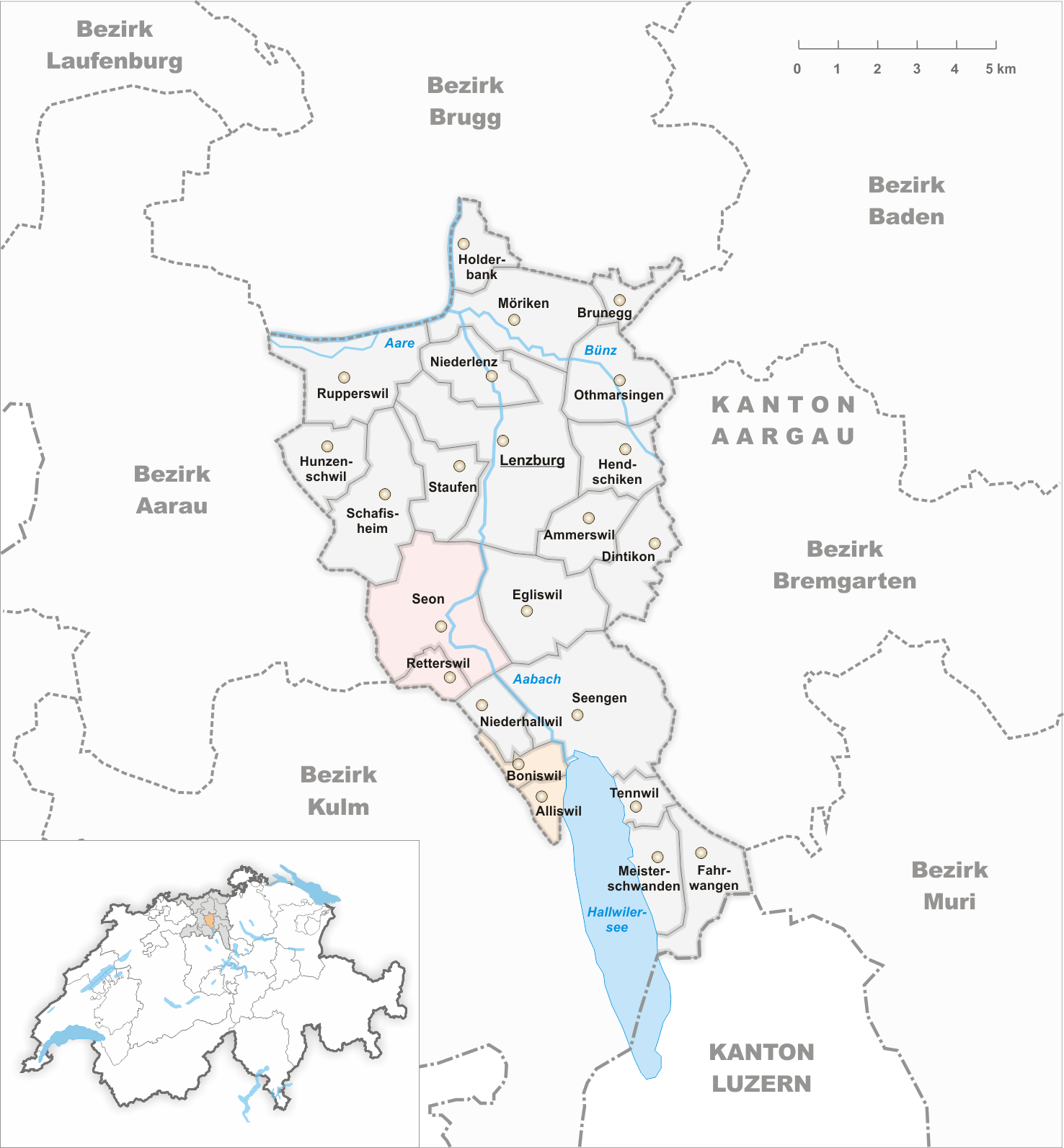
Gemeinden bis 1898
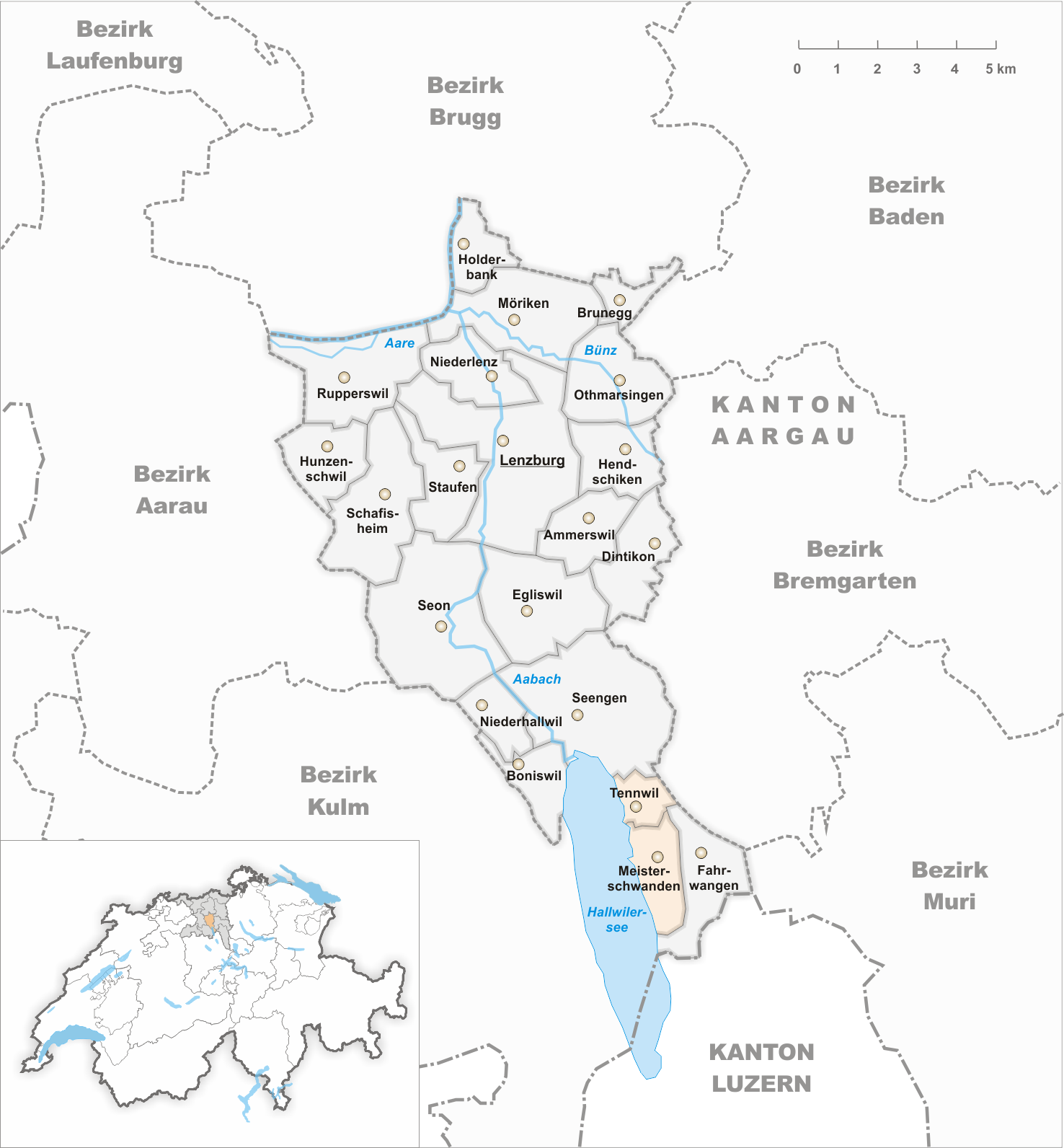
Gemeinden bis 1899
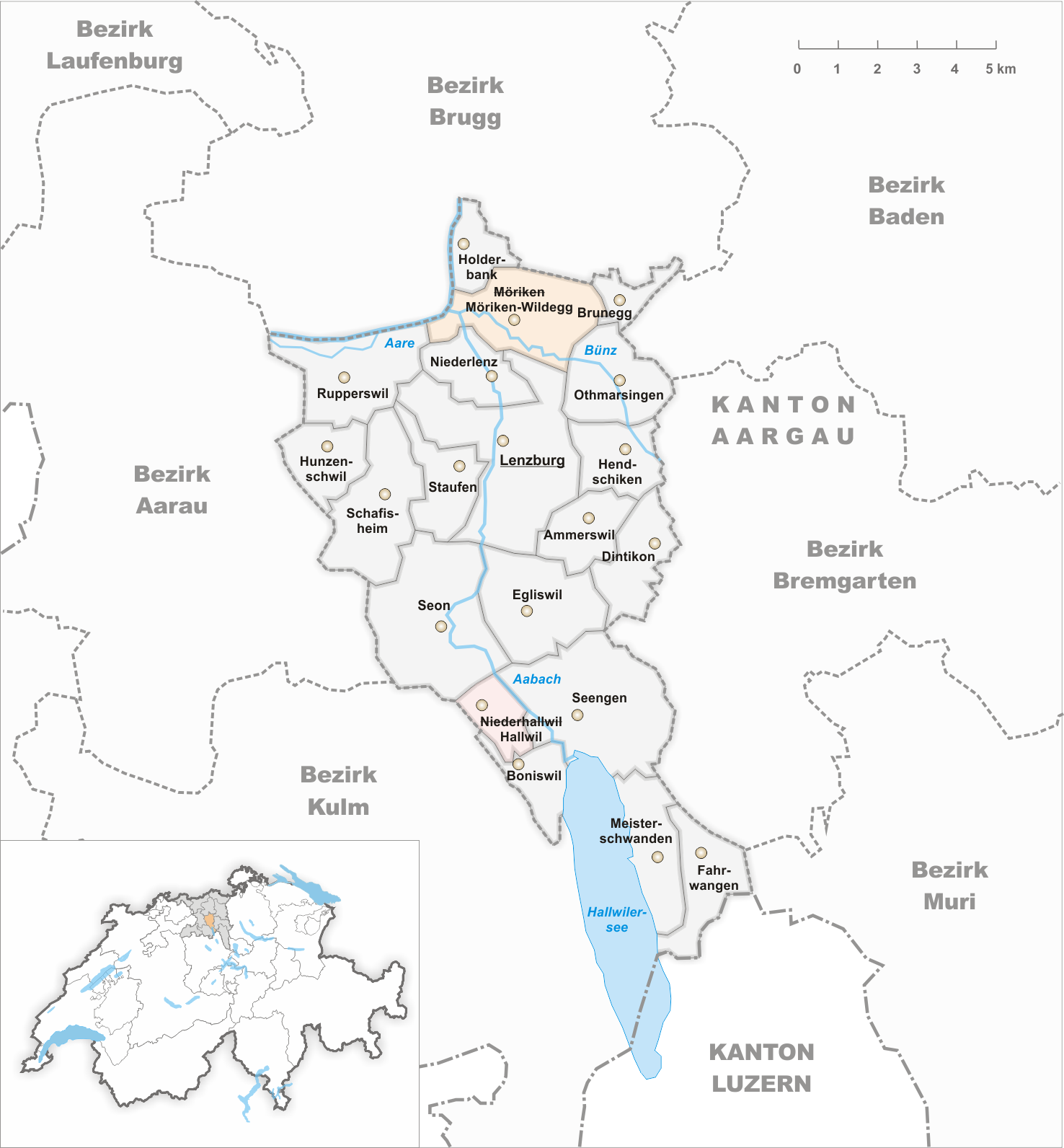
Gemeinden bis 1950

- 1805: Abspaltung von Seon  →  Retterswil und Seon
- 1899: Fusion Retterswil und Seon  →  Seon
- 1899: Fusion Alliswil und Boniswil → Boniswil
- 1900: Fusion Meisterschwanden und Tennwil → Meisterschwanden
- 1950: Namensänderung von Möriken → Möriken-Wildegg
- 1950: Namensänderung von Niederhallwil → Hallwil

## Ortschaften
| PLZ | Name der Ortschaft | Gemeinde         |
| --- | ------------------ | ---------------- |
|     | Alliswil           | Boniswil         |
|     | Tennwil            | Meisterschwanden |
|     | Möriken            | Möriken-Wildegg  |
|     | Wildegg            | Möriken-Wildegg  |
|     | Retterswil         | Seon             |